# Jarosław Ambroziak
Jarosław Ambroziak (ur. 8 lipca 1962 w Gdyni) – polski piłkarz występujący na pozycji obrońcy.

## Życiorys
Seniorską karierę rozpoczął w 1980 roku w Stoczniowcu Gdańsk, w którym występował do 1985 roku. W 1986 roku został piłkarzem Lechii Gdańsk. W I lidze zadebiutował 3 sierpnia w przegranym 0:1 spotkaniu z Zagłębiem Lubin. Ogółem w barwach Lechii w najwyższej polskiej klasie rozgrywkowej wystąpił w 24 meczach. W styczniu 1988 roku został zwolniony z klubu. W latach 1988–1989 grał w niemieckim VfL Herzlake. W barwach tego klubu rozegrał cztery spotkania w Oberlidze.

## Statystyki ligowe
| Sezon         | Klub          | Liga     | Mecze | Gole |
| ------------- | ------------- | -------- | ----- | ---- |
| 1986/1987     | Lechia Gdańsk | I liga   | 21    | 0    |
| 1987/1988 (j) | Lechia Gdańsk | I liga   | 3     | 0    |
| 1988/1989     | VfL Herzlake  | Oberliga | 4     | 0    |